# لوك فيفيان
لوك فيفيان (12 يونيو 1981 - ) (بالإنجليزية: Luke Vivian)‏ هو لاعب كريكت نيوزلندي. لعب مع فريق كانتربري للكريكت ‏.

## وصلات خارجية
- لوك فيفيان على موقع إي آس بي آن كريك إنفو (الإنجليزية)